# Gordon Goodwin
Gordon Reginald Goodwin (17. december 1895 i Lambeth – februar 1984) var en britisk atlet som deltog i de olympiske lege 1924 i Paris.
Goodwin vandt en sølvmedalje i atletik under OL 1924 i Paris. Han kom på en andenplads i disciplinen 10 kilometer kapgang bagefter Ugo Frigerio fra Italien. Der var treogtyve deltagere fra tretten lande som deltog i disciplinen. Finalen bestod af ti kapgængere og blev afviklet den 13. juli 1924.